# John-Franklin Koenig
John-Franklin Koenig, né le 24 octobre 1924 à Seattle, États-Unis et mort le 22 janvier 2008 dans la même ville, est un peintre né d'une mère française et d'un père américain. Il a vécu en France.

## Biographie
John-Franklin Koenig sert dans la 11e division blindée en Europe pendant la Seconde Guerre mondiale. Il est blessé dans la bataille de Bulge.
Après ses études aux États-Unis, il vient en France. C'est à Biarritz, en 1945, qu'il commence à peindre à l'université des militaires américains. Arrivé à Paris en 1948, il s'inscrit à la Sorbonne.
Il rencontre Jean Robert Arnaud avec qui il participe à l'histoire de la galerie Arnaud qui, dans les années 1950, et avec la revue Cimaise, participe à la promotion de nombreux artistes de l'abstraction en France. Il tient par ailleurs dans la revue la rubrique sur la danse.
Ses œuvres ont été présentées dans plus de 220 expositions personnelles et plus de 400 expositions de groupe.
John-Franklin Koenig, dans sa recherche de la lumière, de l'espace et du rythme, utilise une palette de formats et de techniques variés : collages, huiles et acryliques sur toile, estampes (linos et lithographies), encres, dessins et gouaches sur papier, shikishis, monotypes, tapisseries.

## Expositions

### Expositions personnelles
- 1948 Librairie Se!ection, Paris
- 1952 Galerie Arnaud, Paris
- 1953 Galerie Arnaud, Paris
- 1955 Galerie Arnaud, Paris — Galleria La Cittadella, Ascona, Suisse — Galleria del Cavallino, Venice — Palais des Beaux-Arts, Bruxelles
- 1958 Galerie Grange, Lyon — Dusanne Gallery, Seattle
- 1959 Galerie Arnaud, Paris
- 1960 Galerie Arnaud, Paris — Dusanne Gallery, Seattle — Seattle Art Museum — Tokyo Gallery, Tokyo
- 1961 Galerie Arnaud, Paris
- 1962 Au Lieur de Livres, Pérouges — Tokyo Gallery, Tokyo
- 1963 Galerie Arnaud, Paris — Woodside Gallery, Seattle — Willard Gallery, New York — Musée de Verviers, Belgique — McNay Art Institute, San Antonio — Galerie Camille-Hebert, Montréal
- 1964 Galerie Arnaud, Paris
- 1965 Willard Gallery, New York — Woodside Gallery, Seattle et San Francisco — Galerie Le Lutrin, Lyon
- 1966 Galerie Arnaud, Paris — Holst Halvorsen Kunsthandel, Oslo — Musée d'art contemporain, Montréal — Musée de Québec — Art Museum, Portland, Oregon — Galerie Le Lutrin, Lyon
- 1967 Art Museum, Tacoma — Woodside Gallery, Seattle — Woodside Gallery, San Francisco
- 1968 Galerie Arnaud, Paris
- 1969 Holst Halvorsen Kunsthanciel, Oslo — Galerie Arnaud, Paris — Musée Vivenel, Compiègne
- 1970 Galleria Lorenzelli, Bergamo — Seattle Art Museum — Woodside Gallery, Seattle et San Francisco

### Expositions collectives
- 1953 Galerie Numero, Florence (avec Michel Carrade)
- 1956 
  - Galerie Arnaud, Paris (avec Karskaya et J. Coppel)
  - Galerie Grange, Lyon (avec Feito et Karskaya)
- 1957 Galerie Arnaud, Paris (avec Feito, Bertrand et Gauthier)
- 1958 
  - Galerie van de Loo, Munich (avec Guitet)
  - Galleria Apollinaire, Milan (avec Childe et Downing)
  - Galerie Parnass, Wuppertal (avec Barré, Guitet et Bertrand)
- 1967 Sept Américains de Paris, Centre culturel américain, Paris

### Salons
- 1952 « Jazz », Paris — Salon d'octobre, Paris
- 1953 Piccolo Formato, Italie
- 1954 Piccolo Formato, Italie — Réalités Nouvelles, Paris
- 1955 Piccolo Formato, Italie — Réalités Nouvelles, Paris — Salon d'automne, Lyon